# Carmen Vázquez-Vigo
Carmen Vázquez-Vigo (Buenos Aires, Argentina, 1923-Madrid, 23 de marzo de 2018) fue una actriz, escritora, dramaturga y traductora hispano-argentina.

## Biografía
Sus padres eran españoles. Su padre fue el músico y compositor José Vázquez Vigo, vinculado al mundo del cine como director musical y autor de la banda musical de varias películas. Estudió en el Instituto de Arte Escénico de Buenos Aires y en 1939 actuó en la película Cuatro corazones dirigida por Enrique Santos Discépolo y Carlos Schlieper.
Integra en 1946 la lista de "La Agrupación de Actores Democráticos", en pleno gobierno de Juan Domingo Perón, y cuya junta directiva estaba integrada por Pablo Racciopi, Lydia Lamaison, Pascual Nacaratti, Alberto Barcel y Domingo Mania.
En 1947 se afincó en España, donde se casó con el futuro director y guionista de cine José María Forqué, con quien tuvo dos hijos: Álvaro, escritor y Verónica (1955-2021), actriz.
Trabajó como actriz y guionista de radio y comenzó a publicar en 1963, compaginando este trabajo con la traducción.
Su obra más reconocida se enmarca en el género de la literatura infantil, en el que obtuvo premios clásicos como el Doncel (1966, por Quiquiriquí), Lazarillo (1973, por Caramelos de menta) y Nacional de literatura infantil y juvenil (1992, por Un monstruo en el armario).
Algunas de sus obras parten de un humor irrealista, como ¡Voy volando! (1989), donde el protagonista, harto de los "¡Vete volando!" con que su familia le da los encargos, acabará metido dentro de un globito que le han regalado en la panadería, que lo lleva volando de aquí para allá. Eso le permite ver un partido de fútbol para el que no tiene entrada, le hace conocer a los suspiros (con una alusión a Bécquer para el lector que la reconozca) y lo lleva a encontrarse con un helicóptero, una alfombra voladora o una familia de cigüeñas.